# Izegem

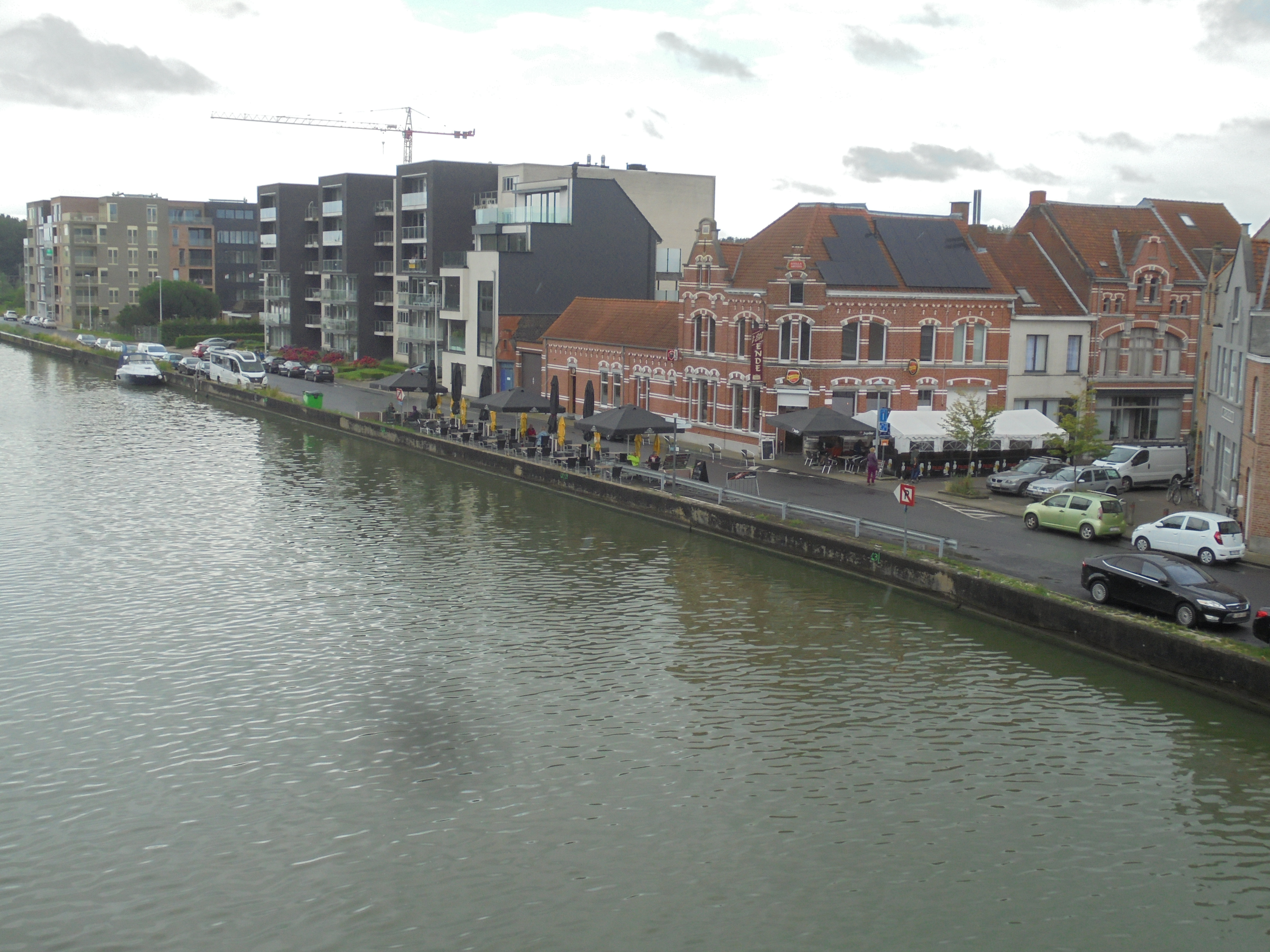

Izegem es una ciudad situada en la región de Flandes, en la provincia de Flandes Occidental, Bélgica. Tiene una población estimada, a inicios de 2022, de 28 845 habitantes.

## Geografía
Está ubicada al oeste del país, cerca de Roeselare, y esta bañada por el río Mandel.
La extensión del término es de 25.63 km², con una densidad de población de 1125.2 habitantes por km².

### Secciones del municipio
La ciudad comprende los siguientes antiguos municipios, que se fusionaron en 1977:
| - Izegem - Emelgem - Kachtem |

## Demografía

### Evolución
El siguiente gráfico refleja la evolución demográfica de la ciudad, incluyendo los municipios incorporados después de efectuada la fusión el 1 de enero de 1977.
| Gráfica de evolución demográfica de Izegem entre 1846 y 2022 |
|                                                              |